# Карлтон (Нью-Йорк)
Карлтон (англ. Carlton) — місто (англ. town) в США, в окрузі Орлінс штату Нью-Йорк. Населення — 2835 осіб (2020).

## Демографія
Згідно з переписом 2010 року, у місті мешкали 2994 особи в 1190 домогосподарствах у складі 824 родин. Було 1727 помешкань
Расовий склад населення:
| - 93,2 % — білих - 2,2 % — чорних або афроамериканців - 0,9 % — корінних американців - 0,3 % — азіатів - 1,3 % — осіб інших рас |

До двох чи більше рас належало 2,0 %. Частка іспаномовних становила 3,6 % від усіх жителів.
За віковим діапазоном населення розподілялося таким чином: 21,6 % — особи молодші 18 років, 63,5 % — особи у віці 18—64 років, 14,9 % — особи у віці 65 років та старші. Медіана віку мешканця становила 44,2 року. На 100 осіб жіночої статі у місті припадало 102,3 чоловіків;  на 100 жінок у віці від 18 років та старших — 101,5 чоловіків також старших 18 років.
Середній дохід на одне домашнє господарство  становив 65 448 доларів США (медіана — 57 607), а середній дохід на одну сім'ю — 74 760 доларів (медіана — 68 700). Медіана доходів становила 37 279 доларів для чоловіків та 31 524 долари для жінок. За межею бідності перебувало 14,7 % осіб, у тому числі 46,0 % дітей у віці до 18 років та 1,5 % осіб у віці 65 років та старших.
Цивільне працевлаштоване населення становило 1353 особи. Основні галузі зайнятості: освіта, охорона здоров'я та соціальна допомога — 23,1 %, виробництво — 18,2 %, роздрібна торгівля — 11,4 %, фінанси, страхування та нерухомість — 7,0 %.